# Eufránor

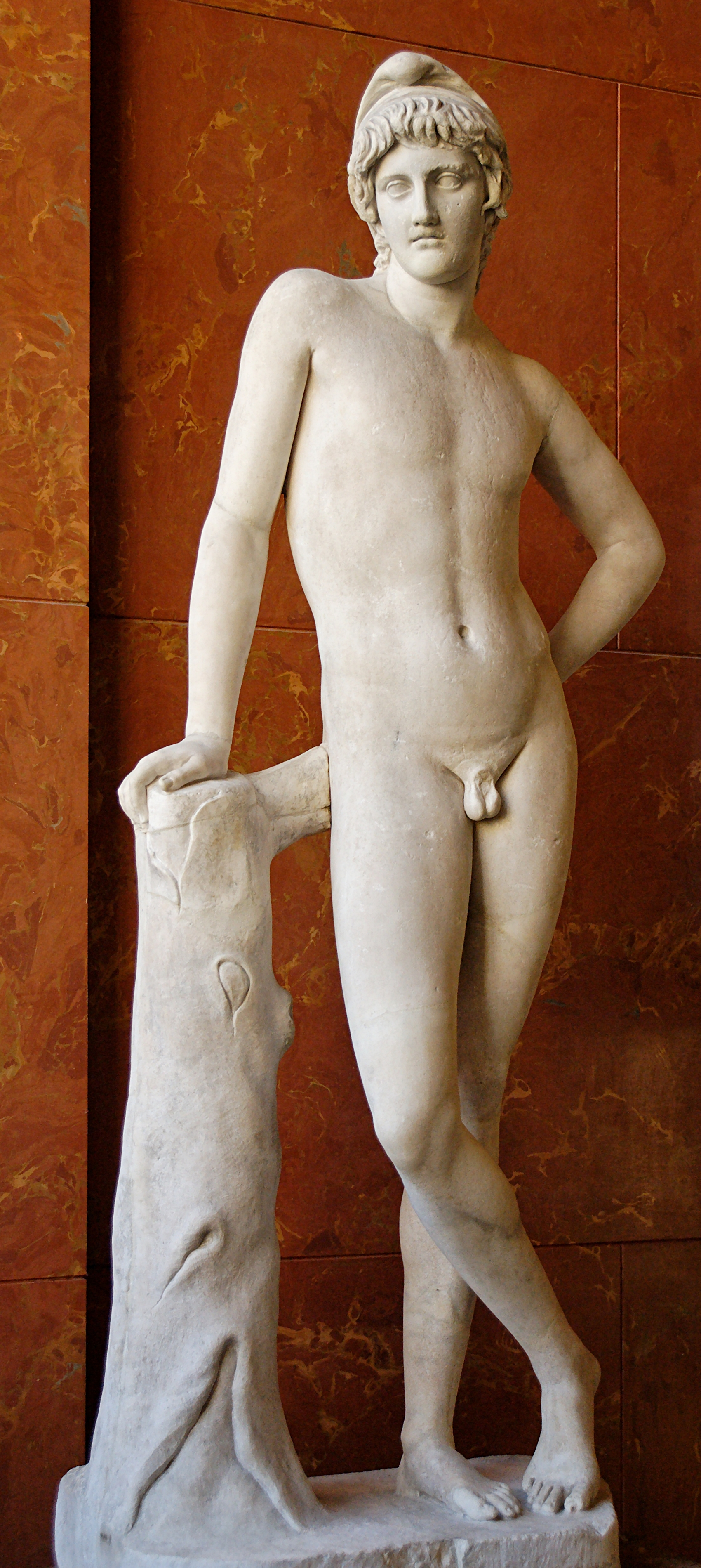
Páris, cópia romana de original atribuído a Eufránor. Louvre

Eufránor (Ευ'φράνωρ; século IV a.E.C.), natural de Corinto, foi um artista grego da antiguidade, ativo nos campos de pintura, escultura e teoria, tendo escrito um tratado sobre as proporções.
Ativo em meados do século IV a.C., Plínio dá uma lista de suas obras de pintura incluindo cenas de cavalaria, um Teseu, e um Odisseu, e entre as esculturas um Páris, uma Leto com Apolo e Ártemis, e Filipe e Alexandre em suas carruagens.
Pausânias também menciona duas obras que sobreviveram até a sua época (século II d.C.) em Atenas: uma pintura, representando a batalha de cavalaria entre os atenienses, aliados dos espartanos e liderados por Grilo, filho de Xenofonte, contra os tebanos, liderados por Epaminondas e uma estátua de Apolo. Alguns estudiosos lhe atribuem a autoria do protótipo do Apolo Liceu.
A atribuição das cópias remanescentes não é de todo segura.